# Videocapsule-endoscopie

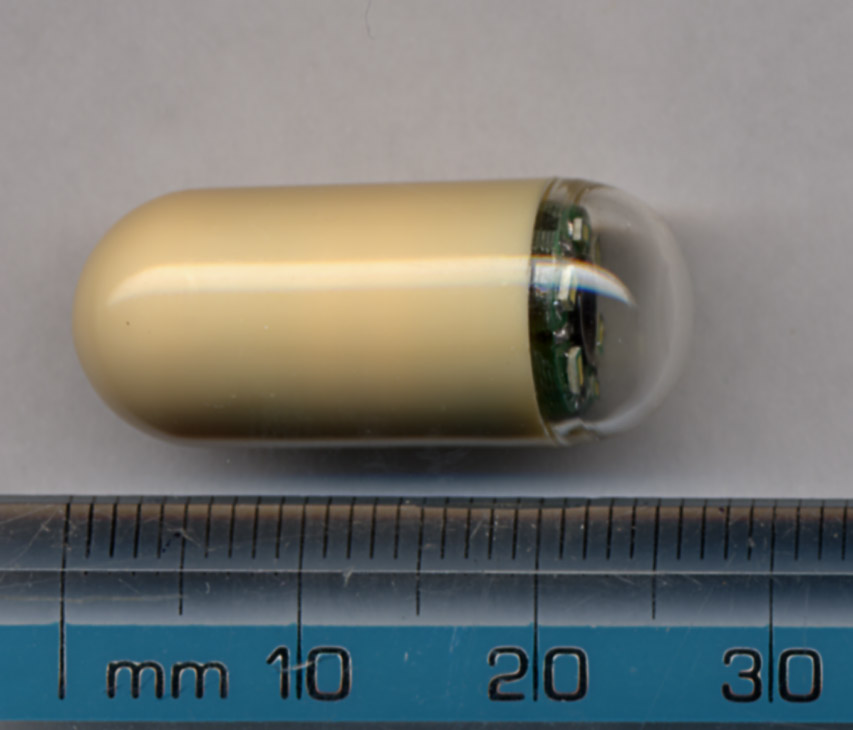
Een videocapsule

Videocapsule-endoscopie (VCE) is een vorm van endoscopie van het maag-darmstelsel waarbij met behulp van een speciale capsule (die het formaat van een pil heeft) de darmen van binnen kunnen worden bekeken.
De capsule bevat namelijk een camera, die afbeeldingen van het maag-darmkanaal maakt. De capsule maakt een groot aantal foto's, zodat dat er een film-opname ontstaat van achtereenvolgens de slokdarm, maag en in het bijzonder de dunne en dikke darm. Vooral de dunne darm is met andere onderzoeksmethoden slechts beperkt te onderzoeken. 

## Werking
Naast de minuscule camera [ soms zelfs meerdere ] bevat de capsule een lichtdiode (led) die de binnenkant van de darmen belicht en een zendertje dat de gemaakte afbeeldingen verstuurt. De patiënt draagt een buideltas waarin zich een ontvanger bevindt. Deze ontvanger krijgt zijn informatie via enkele plakkers die op de buik van de patiënt geplakt zijn. Als de patiënt hier losse kleding overheen draagt, is hier niets van te zien en is het tevens toegestaan om zijn/haar dagelijkse bezigheden uit te voeren terwijl het onderzoek aan de gang is.
Voor een optimaal resultaat is het nodig dat de patiënt een dag voor het onderzoek helder vloeibaar heeft gegeten en tevens een darmvoorbereidingsmiddel heeft gedronken. Dit alles om de wand van de darmen schoon te maken, zodat de videocapsule er goede afbeeldingen van kan maken.

## Onderzoeksmethoden
Tot op heden bestonden er al meerdere onderzoeksmethoden voor onderzoek naar het maag-darmstelsel, zoals onder andere Magnetic Resonance Imaging (MRI), gastroscopie en coloscopie. MRI heeft als nadeel dat de darmen niet van binnenuit bekeken kon worden. Hierdoor zijn aandoeningen aan de darmmucosa beperkt op te sporen. Gastroscopie en coloscopie zijn onderzoeksmethoden waarbij dit wel kan: met een flexibele slang (de endoscoop) met aan het uiteinde een camera die respectievelijk via de mond of via de anus wordt binnengebracht, kan de darmmucosa worden bekeken. Indien nodig kan dan ook een biopt genomen worden. Onderzoek naar de dunne darm is met deze methoden echter beperkt, aangezien deze ruim zes meter lang kan zijn, en veel bochten kent. Bovendien is een gastroscopie of coloscopie onderzoek erg invasief en belastend voor de patiënt.
Bij videocapsule endoscopie onderzoek is dit laatste niet het geval: het onderzoek is niet belastend voor de patiënt. En aangezien de videocapsule de natuurlijke weg volgt van mond tot anus, is vrijwel het gehele darmstelsel goed te onderzoeken. Gezien de minimale belasting voor een patiënt is er dan ook vaak de voorkeur een VCE te verrichten alvorens tot de meer belastende onderzoeken over te gaan. 
Tegen de tijd dat de videocapsule het lichaam verlaat via de ontlasting, is de opname voltooid. De buideltas met daarin de ontvanger bevat al het opgenomen filmmateriaal en is klaar om beoordeeld te worden door een specialistisch verpleegkundige of arts. Deze zijn opgeleid om uit de soms wel twaalf uur durende opname van de videocapsule enkele afbeeldingen op te sporen waarop afwijkingen van de darmmucosa te zien zijn.

## Toepassing
Inmiddels bestaat deze onderzoeksmethode al enkele jaren en is vooral geïndiceerd wanneer er een verdenking is op afwijkingen van het slijmvlies van vooral de dunne darm. Klachten die aanleiding kunnen geven tot de aanvraag van VCE zijn: onbegrepen bloedverlies uit het maag-darmkanaal, evaluatie van bekende (chronische) aandoeningen (ziekte van Crohn, coeliakie, erfelijke poliep-syndromen) of verdenking van tumoren van de dunne darm (carcinomen of lymfomen).
Enkele grote ziekenhuizen in België en Nederland hebben de apparatuur en het specialistische personeel om een videocapsule endoscopie onderzoek zelf te kunnen verrichten. Indien een ziekenhuis dit niet heeft, bestaat er voor dit ziekenhuis ook de optie om een bedrijf in te schakelen dat hier wel over beschikt. In dit laatste geval kan het onderzoek vaak ook bij de patiënt thuis plaatsvinden.
Het onderzoek gebeurt via een opname in het dagziekenhuis of bij de patiënt thuis mits enkele voorzorgsmaatregelen zijn getroffen. Zo moet men de aanwezigheid van een pacemaker, eventuele slikproblemen, darmvernauwing, of insulinegebruik vooraf melden. Staalpillen kleuren de darm zwart. Daarom mogen ze één week voor het onderzoek niet meer gebruikt worden. Geneesmiddelen die de darmwerking kunnen beïnvloeden (zoals opiaten of motulitica), worden in overleg met de aanvragende arts ruim tevoren gestopt.

## Nieuwe ontwikkelingen
Momenteel (2010) wordt door de bedrijven Siemens en Olympus Medical Systems gewerkt aan de ontwikkeling van een videocapsule die bestuurbaar is via een joystick. Dit in tegenstelling tot de nu beschikbare videocapsules die niet bestuurbaar zijn, maar voortbewogen worden door de natuurlijke peristaltiek van het maag-darmkanaal.
Tijdens een onderzoek met de nieuwe bestuurbare videocapsule, wordt de maag van de patiënt gevuld met water om een gezichtsveld voor de capsule-endoscoop te creëren en sturing mogelijk te maken. De patiënt wordt in de geleidingsmagneet gelegd, waarbij de maag van de patiënt, met daarin de capsule-endoscoop, in het midden van het systeem wordt geplaatst. De arts kan dan met een joystick de beweging van de capsule regelen, waarbij het mogelijk is om de capsule te laten hellen of draaien en om de capsule horizontaal of verticaal te bewegen. Beelden worden real-time doorgestuurd naar een beeldverwerkingssysteem, waarbij de arts informatie over de positie van de capsule-endoscoop krijgt terwijl hij deze met behulp van magnetische geleiding voortbeweegt.